# محمود شاه الثاني سلطان قدح
بادوكا سري السلطان محمود شاه الثاني بن السلطان محمد جوى زين العادلين معظم شاه الأول (توفي في 15 يناير 1547) كان السلطان العاشر لسلطان قدح. كان عهده من 1506 إلى 1547. غير اسم مملكته إلى قدح دار الأمان، وسك عملة مستقرة وشجع التجارة.